# Geertebrug
De Geertebrug is een rijksmonumentale boogbrug in de Utrechtse binnenstad. De brug overspant de Oudegracht.

## Geschiedenis
De waterweg is hier in de 12e eeuw aangelegd, rond 1300 was de Oudegracht op deze locatie al over te steken. In de landhoofden van de Geertebrug bevinden zich brugkelders, aansluitend liggen werfkelders en werven. Jan van Luijn vervaardigde rond 1951 twee beeldhouwwerken die aan weerszijden van de brugpijler zijn geplaatst. Aan de westzijde van de brug komt vanaf de Geertekerk de Geertestraat op de brug aan. De werfkelder die zuidwestelijk op de brug aansluit, huisvestte lange tijd coffeeshop Sarasani.

## Heulen
Op Utrechtse bruggen werd destijds "geheuld". Jonge boerengeliefden reden dan op zondag met sjees over elke Utrechtse brug. Op iedere brug werd Heul-Heul geroepen, waarna ze elkaar kusten. Wegens het onstichtelijke karakter werd het gebruik verboden.

## Sage
De brug speelt een rol in een sage omtrent een nabijgelegen grote zwerfkei. Het verhaal wil dat de duivel en zijn knecht 's nachts deze steen aan het overgooien waren tussen de Geertebrug en de Vollersbrug. Bij een misser klapte de steen met een zodanige smak tegen de grond dat de huizen op hun grondvesten trilden. Om van het geduvel af te zijn, heeft men de zwerfkei maar aan de ketting gelegd. De zwerfkei staat bekend als De Gesloten Steen en tot op de dag van vandaag ligt die tussen deze twee bruggen vastgeketend.

## Afbeeldingen

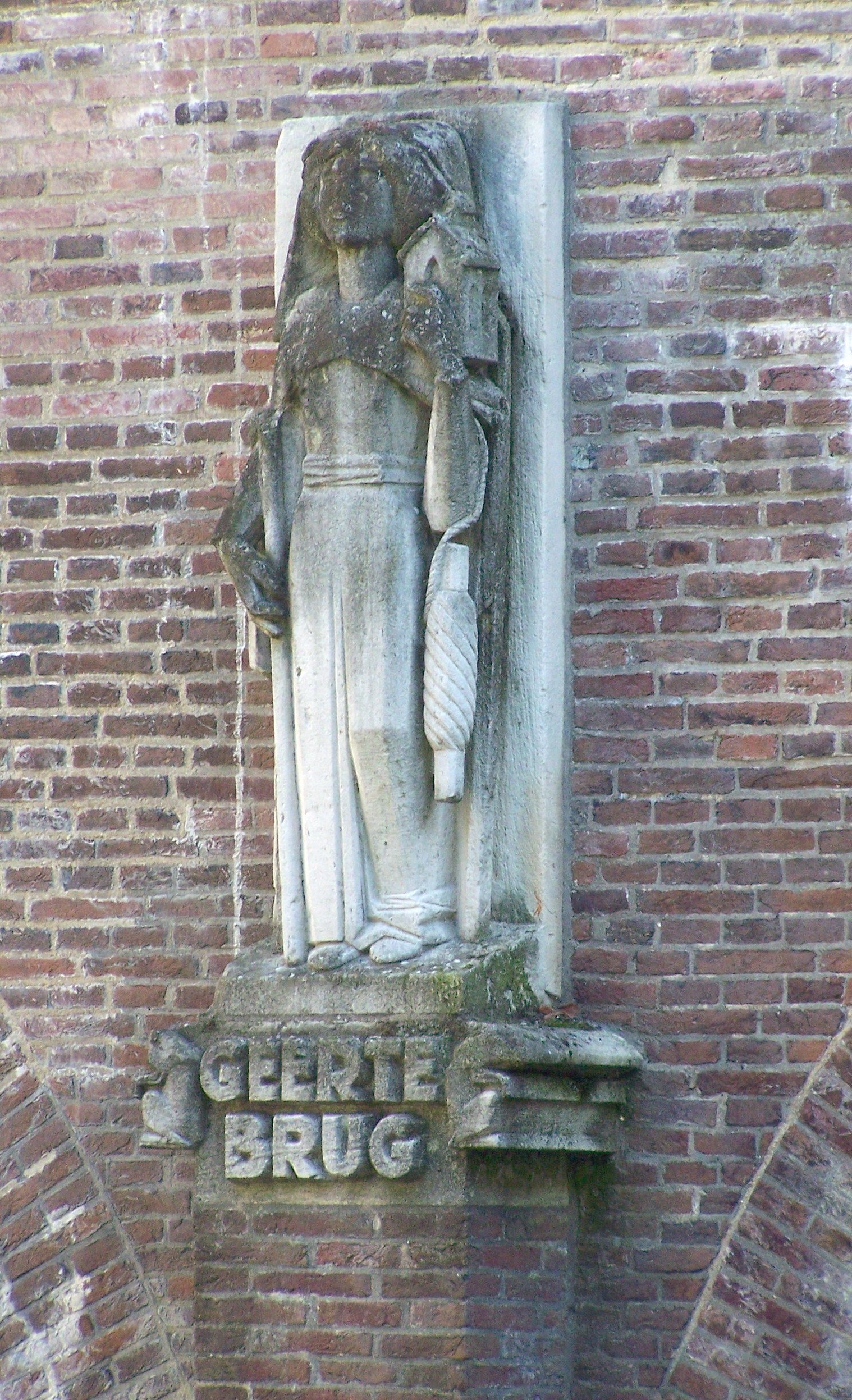
Beeldhouwwerk in de brugpijler.
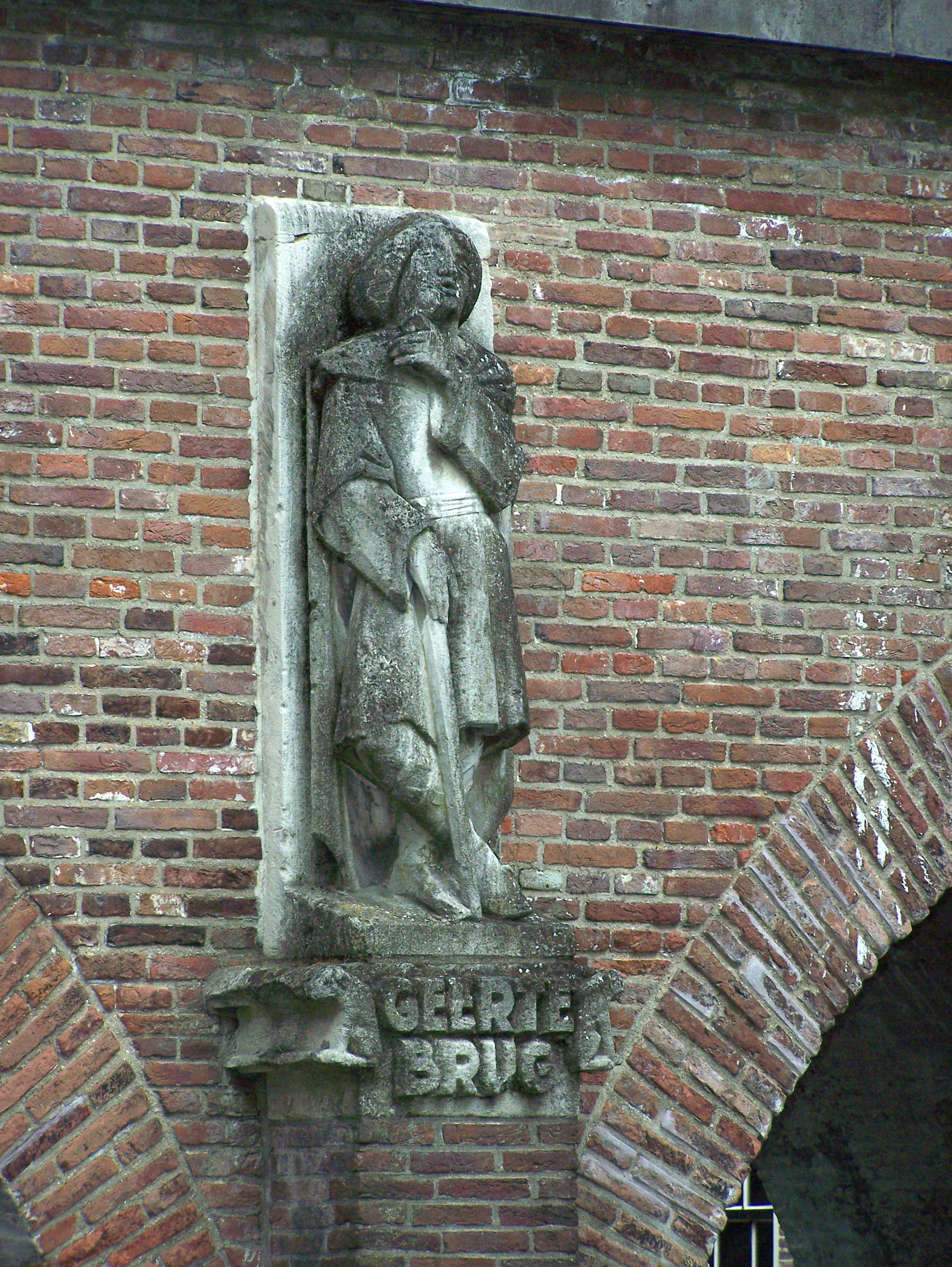
Beeldhouwwerk in de brugpijler.
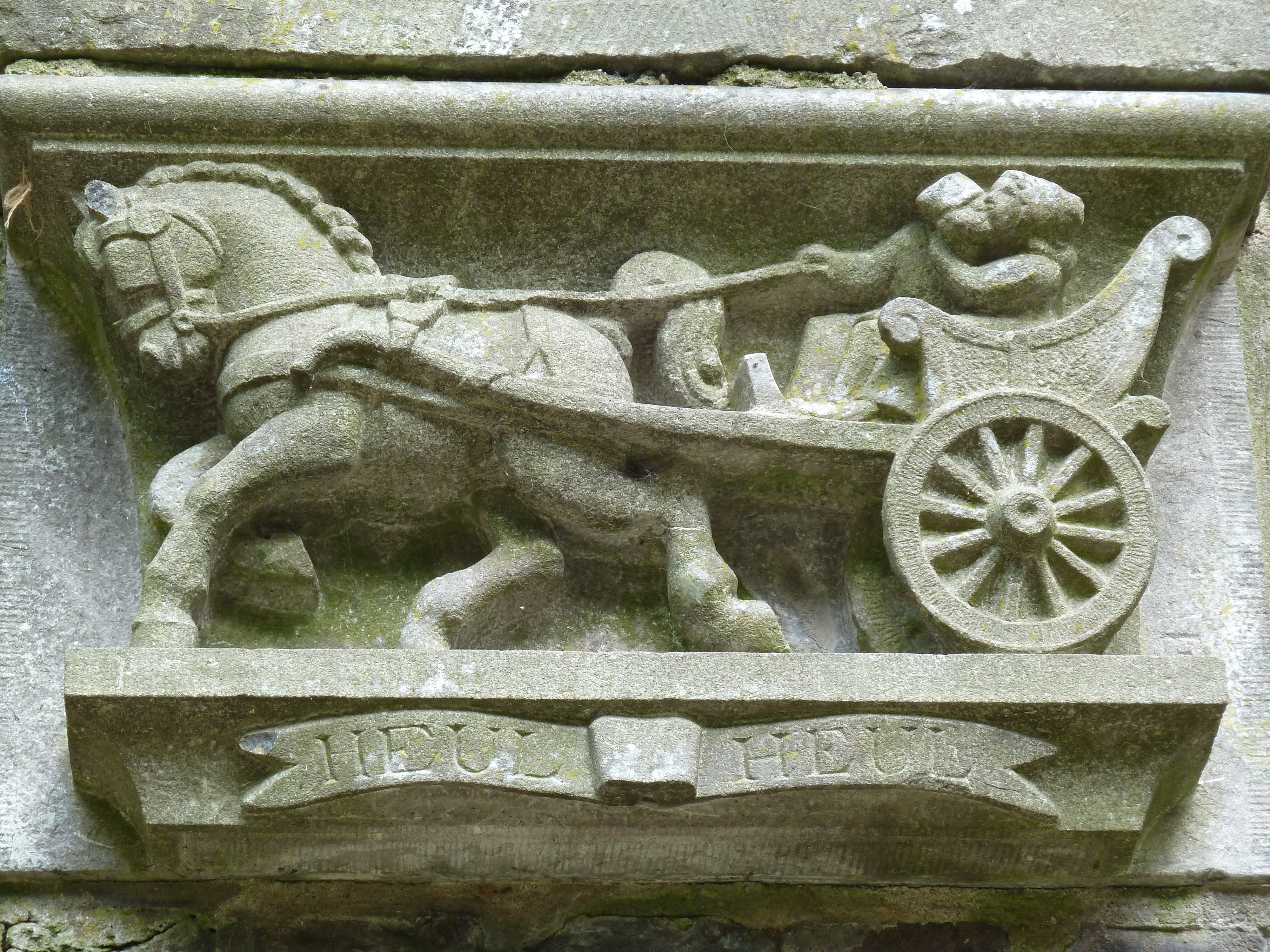
Heulen uitgebeeld in een lantaarnconsole aan de Oudegracht.
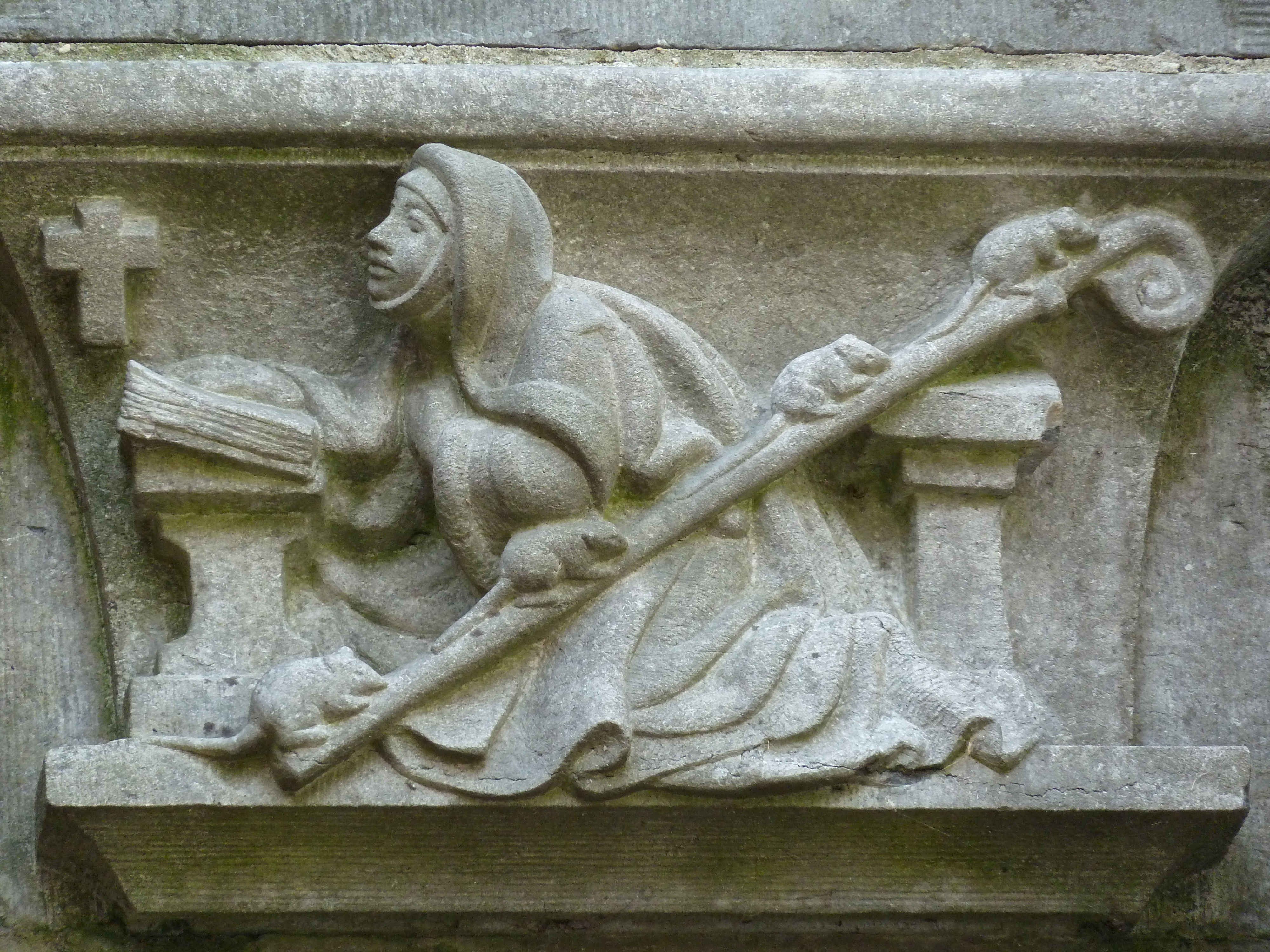
Lantaarnconsole St. Geertruy ter hoogte van de brug
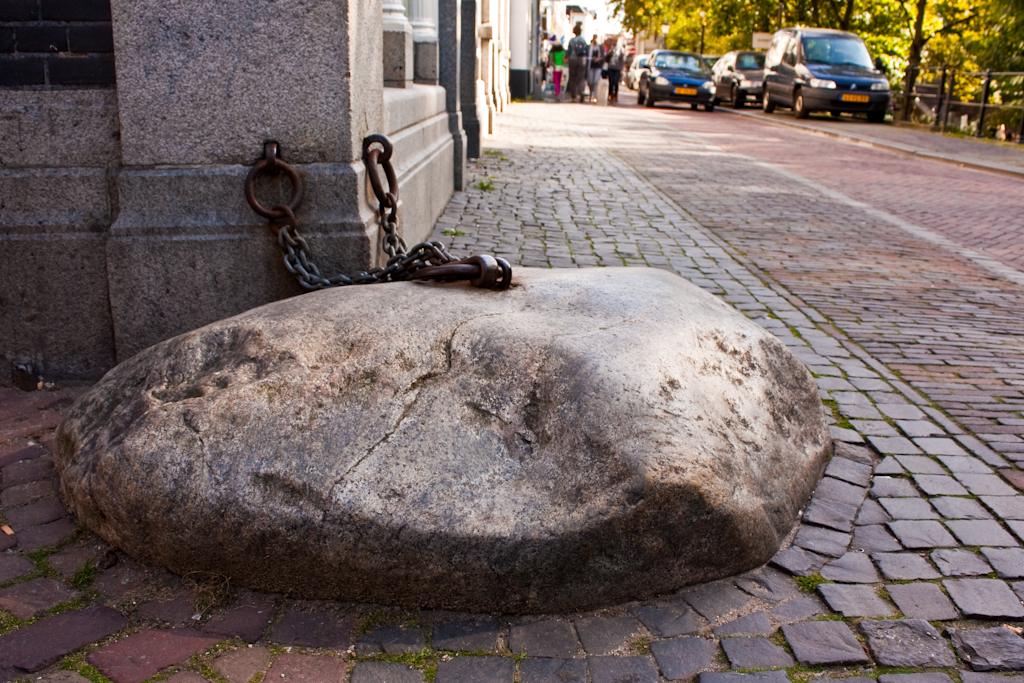
De Gesloten Steen op de hoek van de Oudegracht 364.